# Eocosmoecus schmidi
Eocosmoecus schmidi là một loài Trichoptera trong họ Limnephilidae. Chúng phân bố ở miền Tân bắc.